# Heinrich Pantaleon

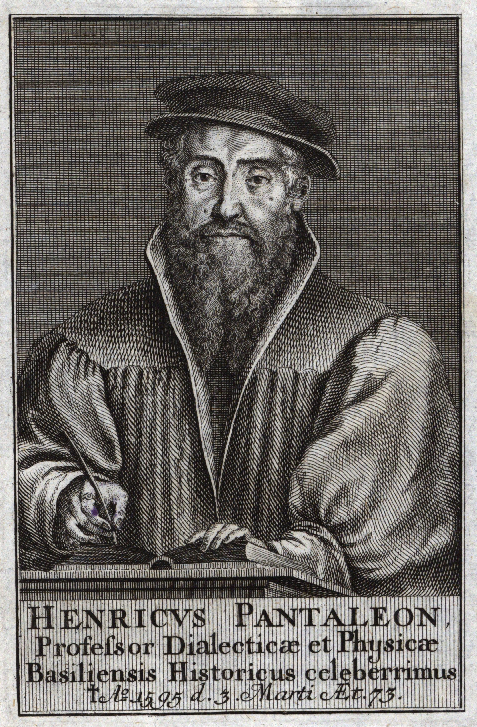
Heinrich Pantaleon

Heinrich Pantaleon (eigentlich Bantlin, Pantlin; * 13. Juli 1522 in Basel; † 3. März 1595 ebenda) war ein Schweizer Arzt, Hochschullehrer für Dialektik und Physik sowie Späthumanist, bekannt vor allem durch sein Werk Teutscher Nation warhaffte Helden, das ungefähr 1700 Lebensläufe namhafter Persönlichkeiten umfasst.

## Leben
Heinrich Pantaleon, Sohn des aus Ravensburg stammenden Schneiders Christian Pantlin, studierte nach einer abgebrochenen Ausbildung zum Buchdrucker Theologie in Heidelberg und Basel sowie Medizin in Valence. Danach praktizierte er zunächst als Arzt in Basel und Baden im Aargau. 1556 war er Professor der Dialektik an der Universität Basel, ab 1557 der Physik und ab 1558 der Medizin. Er übersetzte medizinische, historische und geografische Werke ins Deutsche und gab humanistische Schriften, unter anderem von Erasmus von Rotterdam, heraus. Daneben veröffentlichte er eigene historische und medizinische Werke und verfasste auch ein Drama. Als sein Hauptwerk gilt die Prosopographia heroum atque illustrium virorum totius Germaniae, in drei Bänden 1565–66 lateinisch, 1567–70 deutsch unter dem Titel Teutscher Nation Heldenbuch und 1578 unter dem Titel Teutscher Nation warhaffte Helden erschienen. Der Plan war ein umfassender und neuer: Die ganze deutsche Geschichte von der Urzeit an sollte in Form von Biographien vorgeführt werden. Der erste Band beginnt mit Adam, der zweite mit Karl dem Großen, der dritte mit Maximilian I. Der letzte Band trug dem Verfasser seitens des Kaisers Maximilian II. die Ernennung zum Poeta laureatus und Hofpfalzgrafen ein.
Er veröffentlichte auch alchemistische Werke, nachgedruckt in der Bibliotheca Chemica Curiosa, sowie eine 1578 erschienene balneologische Beschreibung der Stadt Baden und ihrer Bäder.
Pantaleon war ein Schüler und Freund von Andreas Bodenstein. Ihm zu Ehren verfasste er ein Trauergedicht mit den folgenden Worten:
„En CAROLSTADIUS quem olim Franconia misit / Occidit, Helvetium Gloria, fama, decus.“ Der Karlstadt, den Franken einst schickte, ist tot, der Schweizer Ruhm, Ehre und Zierde.

## Schriften
- Warhafftige und fleissige beschreibung der Uralten Statt und Graveschafft Baden, sampt jhrer heilsamen warmen Wildbedern so in der hochloblichen Eydgnoschafft inn dem Ergöw gelegen, Getruckt zu Basel, anno 1578[3]
- Der Erste Theil Teutscher Nation Warhafften Helden Inn diesem werden aller Hochberümpten Teutschen Personen/ Geistlicher vn[d] Weltlicher/ hohen vnnd nidern stadts/ Leben vnnd nam[m]haffte Thaten gantz warhafftig beschrieben/ welliche durch jhre tugendt/ grosse authoritet/ starcke waffen/ from[m]keit/ weißheit/ und vil gute künst […] jhr Vaterland Teütsche nation höchlich bezieret/ vnd grosz gemachet. Basel 1578.